# Ion Bîrlădeanu
Ion Bîrlădeanu (ur. 1 sierpnia 1958 w Cosmești) – rumuński kajakarz. Brązowy medalista olimpijski z Moskwy.
Zawody w 1980 były jego jedynymi igrzyskami olimpijskimi. Brązowy medal wywalczył w kajakowej jedynce na dystansie 1000 metrów. Na mistrzostwach świata zdobył złoto w 1979 w kajakowych dwójkach na dystansie 10 000 metrów, pięć srebrnych medali i jeden brązowy.